# Los niños del fin del mundo
Los niños del fin del mundo (título original persa: سگ‌های ولگرد, trl. Saghâ-ye velgard «Perros vagabundos») es una cinta de coproducción Irán-Francia que narra las desventuras de dos hermanos, Zahed y Gol-Gothai, que viven en el Kabul postalibán y cuyos padres se encuentran presos. Con escenas fuertes y bien logradas muestran una realidad cruda para niños en situación de calle en Afganistán.

## Sinopsis
Narra la historia de los hermanos Zahed y Gol-Gothail y un perro al que le salvan la vida, que se encuentran desamparado y desamparada a consecuencia de la guerra librada por EE. UU. contra el pueblo afgano. Su madre se encuentra en prisión por haberse casado nuevamente pues su primer marido lo creyó desaparecido en la guerra, el cual también permanece en prisión. El ambiente de posguerra es una constante, donde la mejor opción parece ser robar para al menos tener un techo o tener la esperanza de retornar junto a su madre en la cárcel.

## Personajes
- Gol-Gothai Niña protagonista
- Zahed Niño protagonista
- Agheleh Rezaie La madre
- Sohrab Akbari Atef, el guardia
- Jamil Ghanazideh guardián enojado
- Agheleh Shamsollah celadora
- Razeddin Sayyar anciano enloquecido
- Maydeh Gol abuela

## Premios
- Premio Abierto en el Festival de Venecia[4]
- Premio de la UNICEF
- Cámara de Plata